# Henry Fa'arodo
Henry Fa'arodo (5 de octubre de 1982 en Honiara) es un futbolista de las Islas Salomón que juega como mediocampista o delantero en el Franklin United.

## Carrera
Debutó en 2000 en el Nelson Suburbs de Nueva Zelanda. Luego comenzó a rondar por diversos clubes australianos y neozelandeses, entre los que se resaltan Perth Glory, Canterbury United y el Auckland City FC. En 2009 regresó a su país para jugar un año en el Koloale FC. En 2010 partió a Papúa Nueva Guinea para ser parte de la escuadra del Hekari United. Volvió al Koloale en 2011 pero fue transferido al Team Wellington en enero del año siguiente. Después de tres años en el club, lo dejó en 2015 para regresar a su país, donde firmó con el Western United FC. En 2016 tuvo un corto paso por el Solomon Warriors FC, para luego regresar al Western United. En 2017, fichó con el Marist FC.

### Clubes
| Club                        | País               | Año             |
| --------------------------- | ------------------ | --------------- |
| Nelson Suburbs              | Nueva Zelanda      | 2000 - 2001     |
| Fawkner Blues               | Australia          | 2002            |
| Melbourne Knights           | Australia          | 2002 - 2004     |
| Fawkner Blues               | Australia          | 2004            |
| Perth Glory Football Club   | Australia          | 2005 - 2006     |
| Essendon Royals             | Australia          | 2006            |
| Canterbury United Dragons   | Nueva Zelanda      | 2006 - 2007     |
| Auckland City Football Club | Nueva Zelanda      | 2007 - 2008     |
| Koloale Football Club       | Islas Salomón      | 2009            |
| Hekari United Football Club | Papúa Nueva Guinea | 2010 - 2011     |
| Koloale FC                  | Islas Salomón      | 2011            |
| Team Wellington             | Nueva Zelanda      | 2012 - 2015     |
| Western United FC           | Islas Salomón      | 2015 - 2016     |
| Solomon Warriors FC         | Islas Salomón      | 2016            |
| Western United FC           | Islas Salomón      | 2016 - 2017     |
| Marist FC                   | Islas Salomón      | 2017 - 2020     |
| Hamilton Wanderers          | Nueva Zelanda      | 2020 - 2021     |
| Franklin United             | Nueva Zelanda      | 2020 - Presente |

### Selección nacional
Representó a las Islas Salomón en la Copa de las Naciones de la OFC 2002, 2004, 2012 y 2016. A su vez, disputó los Juegos del Pacífico 2003, 2007 y 2011, logrando la medalla de plata en 2011. En total, disputó 55 partidos, en los que convirtió 18 goles.